# Адамауа (плоскогір'я)
Адама́уа (Адамава; Adamawa) — скидово-глибове плоскогір'я в Центральній Африці, в басейні річок Бенуе, Санага, Логоне, на північному заході Камеруну.
Середня висота плоскогір'я становить приблизно 1000—1500 м. Найвища точка системи — гора Бамбутос з висотою 2710 м.
Плоскогір'я складене докембрійськими гранітами та гнейсами; останцеві вулканічні конуси.
На півночі — листопадно-вічнозелені ліси, високотравні савани. На півдні — вологі вічнозелені ліси. На вершинах — гірські савани.